# Xã hội học nông thôn
Xã hội học nông thôn là một nhánh của xã hội học chuyên biệt nghiên cứu về nguồn gốc, sự tồn tại và các quy luật chung cho sự phát triển và hoạt động của nông thôn như một cộng đồng xã hội.

## Khái niệm nông thôn
Theo các nhà xã hội học cổ điển thì trong cơ cấu xã hội ở nông thôn, lĩnh vực sản xuất nông nghiệp trước đây là lĩnh vực chủ yếu thường chiếm 70%, còn lĩnh vực công nghiệp, thủ công nghiệp chiếm 25%, lĩnh vực dịch vụ chỉ chiếm 5% trong cơ cấu đó. Song dần dần đạt đến trình độ hiện đại thì tỷ lệ cơ cấu sẽ thay đổi, nông nghiệp sẽ là lĩnh vực phụ trong cơ cấu nghề nghiệp ở nông thôn chỉ còn chiếm 10%; lĩnh vực công nghiệp thủ công lúc nào đó có tăng lên, nhưng cuối cùng giảm đi để chiếm khoảng 20%, còn lĩnh vực dịch vụ, thông tin tăng lên rất nhiều đóng vai trò chủ yếu chiếm khoảng 70% trong cơ cấu xã hội ở nông thôn. Chính vì vậy, nông thôn sẽ thay đổi để hài hòa với đô thị.
Theo quan điểm hiện đại thì nông nghiệp không đơn giản là lĩnh vực sản xuất, nông nghiệp còn là lối sống của con người. Do vậy, sản xuất nông nghiệp có thể giảm đi nữa nhưng lối sống của nó vẫn không thay đổi.

## Lịch sử
Xã hội học nông thôn được phát triển mạnh mẽ ở Hoa Kỳ trong những năm 20, 30 của thế kỷ XX. Một trong những nghiên cứu đầu tiên thuộc lĩnh vực này là các công trình của nhà xã hội học Pitirim Sorokin (1889-1968) với cái nhìn tương đối tổng quát về xã hội nông thôn. Từ sau chiến tranh thế giới thứ hai, xã hội học nông thôn được phát triển mạnh ở châu Âu. Các khuynh hướng, các trường phái xã hội học khác nhau cũng đưa ra cách tiếp cận và cách giải thích khác nhau về đời sống xã hội ở nông thôn về cơ cấu xã hội cũng như sự chuyển hóa của các cơ cấu đó, về mối quan hệ giữa nông thôn và đô thị.

## Nội dung nghiên cứu
- Vị trí, vai trò của nông thôn trong xã hội, trong cơ cấu xã hội;
- Cộng đồng nông thôn;
- Tính cộng đồng ở nông thôn (lối sống, văn hóa làng xã);
- Dân số, quá trình di dân, môi trường.

## Tạp chí
Một số tạp chí học thuật được xuất bản trong lĩnh vực (hoặc liên quan chặt chẽ) đến xã hội học nông thôn, bao gồm:
- Agriculture and Human Values
- Journal of Agrarian Change
- Journal of Peasant Studies
- Journal of Rural Studies
- Rural Sociology
- Society & Natural Resources
- Sociologia Ruralis